# فرات تشليك
فرات تشليك (بالتركية:Fırat Çelik) ممثل تركي ولد في 25 مارس 1981 في ألمانيا وعاش في فرنسا، اكتسب خبرة في مجال البناء وعرض الأزياء، لكنه اتجه إلى مجال التمثيل واشترك في عدة مسرحيات في فرنسا.

## حياتة المهنية
اتجه فرات إلى الفن ودخل معهد الدراما بباريس ثم أكمل البكالوريوس في التمثيل الدرامي، وبدأ بالعمل كممثل وعارض إعلانات في باريس.

عمل مع المخرج الفرنسي تييري هاركورت الذي ساهم بتقديم فرات لعالم الفن الدرامي، من خلال إشراكه ببعض الأعمال الدرامية الفرنسية.

في عام 2009 اشترك فرات في أول مسلسل تركي «قصة شتاء»، ثم استمر بالدراما التركية عبر مسلسل «المشي إلى النار» عام 2010، قبل النقلة الكبيرة بحياته عبر اشتراكه بمسلسل «فاطمة» عام 2011 ثم اشترك في مسلسل "عشرون دقيقه" عام 2013. ثم في الموسم الثاني من بويراز كارايل عام 2015
| السنة | الدور        | المسلسل                       |
| ----- | ------------ | ----------------------------- |
| 2009  | مثال         | قصة شتاء                      |
| 2010  |              | المشي إلى النار               |
| 2010  | مصطفى        | فاطمة                         |
| 2013  | المحقق غسان  | عشرون دقيقة                   |
| 2015  | المحامي ماتا | بويراز كارايل                 |
| 2023  | غريغور       | فاتح القدس صلاح الدين الأيوبي |

## روابط خارجية
- فرات تشليك على موقع IMDb (الإنجليزية)
- فرات تشليك على موقع ألو سيني (الفرنسية)
- فرات تشليك على موقع أول موفي (الإنجليزية)
- فرات تشليك على موقع قاعدة بيانات الأفلام السويدية (السويدية)
- فرات تشليك على موقع كينوبويسك (الروسية)